# Polykarp Leyser IV.
Polykarp Leyser IV. (* 4. September 1690 in Wunstorf; † 7. April 1728 in Helmstedt) war ein deutscher evangelischer Theologe, Philosoph, Mediziner, Jurist und Historiker.

## Herkunft
Seine Eltern waren Polykarp Leyser III. und Margaretha Magdalena Barckhausen (1666–1699), eine Tochter des Theologen Hermann Barckhausen (1629–1695) und der Magdalena Gesenius († 1677).

## Leben und Wirken
Seine Schulzeit verbracht er gemeinsam mit seinem Bruder Friedrich Wilhelm Leyser († 1766) in Ilfeld, Göttingen und Magdeburg. Anschließend begann er seine Studienjahre im Jahre 1709 zunächst an der Universität Rinteln und ein Jahr später an der Universität Rostock, wo er gemäß der Familientradition zunächst Theologie studierte. Bereits 1712 zog es ihn an die Universität Helmstedt, wo er unter anderem Vorlesungen von Johann Andreas Schmidt hörte, sich aber auch zunehmend der Philosophie widmete. Nur ein Jahr später kehrte er aber auf Wunsch seines Vaters zunächst nach Hause zurück, um sich dort durch Privatstudien weiterzubilden. Im Jahr 1714 besuchte er die Universität Wittenberg um bei dem Theologen und Historiker Gottlieb Wernsdorf den Älteren zu disputieren. Hier gründete Leyser die societas colligentium und wurde 1716 nach dem Erwerb des Magisters in Philosophie zum Assessor des philosophischen Instituts berufen. Zeitgleich mit dieser Tätigkeit nahm er als Student der Arzneiwissenschaften an medizinischen Vorlesungen und medizinischen Privatschulungen teil. Im Jahre 1718 folgte Leyser einem Ruf nach Helmstedt, wo er zunächst zum außerordentlichen Professor der Philosophie und ein Jahr später zum ordentlichen Professor der Philosophie, der Poesie und Geschichte ernannt wurde. Sein besonderes Interesse galt dabei dem Mittelalter, welches er gegen den seit dem Zeitalter des Humanismus und der Reformation verbreiteten Vorwurf der Barbarei verteidigte.
Als Polykarp Leyser im Rahmen einer Festveranstaltung an der Universität Rinteln, zu der er entsendet wurde, einen Baron von Danckelmann traf, vereinbarte er mit diesem eine gemeinsame wissenschaftliche Reise. Diese führte die beiden zunächst nach Kassel, Frankfurt, Gießen, Mainz und Heidelberg, bevor sie schließlich 1722 nach Straßburg kamen. An der dortigen Universität erwarb Leyser am 6. August 1722 den Doktor der Medizin sowie am 5. November des gleichen Jahres den Doktor beider Rechte. Hier hielt es ihn einige Jahre und in dieser Zeit veröffentlichte er eine stattliche Reihe an geschichtlichen und rechtshistorischen Abhandlungen, so unter anderem den Bericht „de flore academiarum promovendo“ über seine Studienreisen. Nach einer weiteren Studienreise nach Dänemark kehrte er 1726 wieder in seine Heimat nach Wunstorf zurück, wo ihm an der Universität Helmstedt die Professur für Geschichte übertragen wurde. Noch im gleichen Jahr heiratete er, doch ein langes Eheglück und weitere berufliche Aufstiege blieben ihm verwehrt, da er bereits im Jahre 1728 mit nur 38 Jahren nach einer kurzen heftigen Erkrankung verstarb.
Polykarp Leyser war ein umtriebiger, hochintelligenter Mensch, der vier Fachbereiche studiert sowie drei Doktortitel erworben hatte und den sein Wissensdurst nie lange an einen Ort aushalten ließ. Trotz seines kurzen Lebens gibt es eine Fülle von Abhandlungen aus seiner Feder, die teilweise als Sammlungen erst posthum erschienen sind.

## Familie
Polykarp Leyser heiratete die Witwe Louise Schröter geborene Schmid, Tochter von Johann Andreas Schmidt. Das Paar hatte eine Tochter namens Philippina Sibylla.

## Werke (Auswahl)
- Polycarpi Lyseri Dissertatio de ficta medii aevi barbarie inprimis circa poesin Latinam. 1719
- De origine eruditionis non ad Iudaeos sed ad Indos referenda. Kusche, Michael, 1716
- Avspiciis Rectoris Magnificentissimi Sereniss. Principis Regii Friderici Avgvsti Vindicias Generales Scriptorvm Qvi Vulgo Svpposititii Habentvr … Svbmittent Praeses Polycarpvs Lyservs Et Respondens Timothevs Thiele. Thiele, Timotheus, 1715
- Dissertatio qua historiam conciliorum Moguntinensium et imprimis concilii a. 1310 habiti Schmidt, Johann Andreas. 1713
- Apparatus literarius singularia, nova, anecdota, rariora ex omnis generis eruditione depromens studio societatis colligentium, Wittenberg 1717
- Conspectus scriptorum editorum et edentorum a Polycarpus Lysero, Helmstedt, 1719
- Polycarpi Lyseri Dissertatio de ficta medii aevi barbarie inprimis circa poesin Latinam. 1719
- Polycarpi Leyseri … Historia poetarvm et poematvm medii aevi decem, post annvm a nato Christo CCCC secvlorvm, 1721
- Dissertatio juridica de frustranea cadaveris inspectione in homicidio. Leyser, Polycarp; Telgmann, Rudolph Friedrich, 1723
- Historia Comitum Wunstorpiensium ex diplomatibus aliisque monumentis fide dignis, maximam partem ineditus contexta. Helmstedt, Hess 1724; 2. Aufl. 1726 ein wertvolles Zeugnis der Wissenschaftsgeschichte und die erste fundierte Genealogie der Grafen von Roden.
- Amoenitatum litterarium reliquae, posthum Leipzig, 1729
- Opuscula quibus iurisprudentia, historia et ars diplomatica illustratur, Sammlung, Hrsg. Posthum, Nürnberg, 1800